# Kim Taek-soo

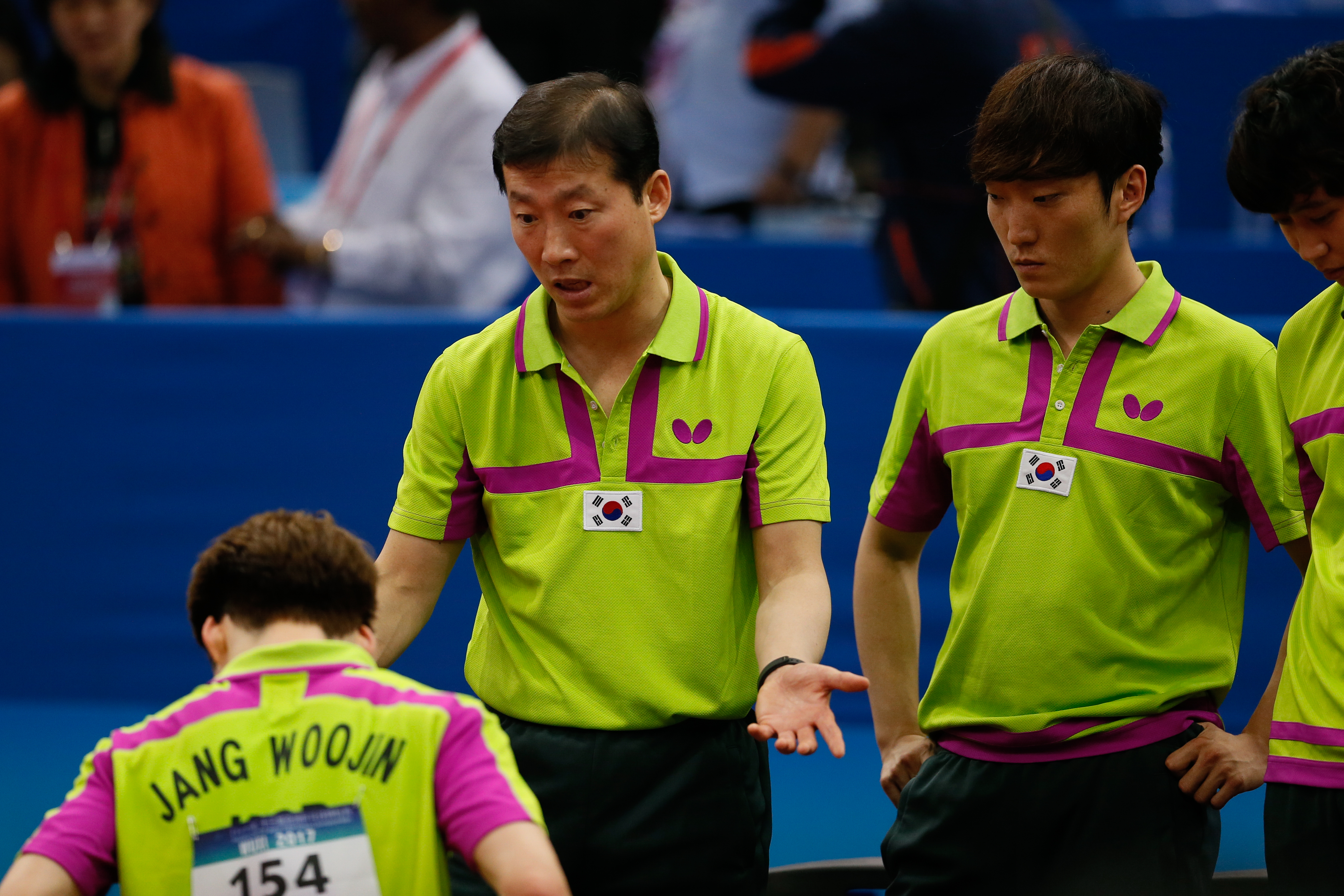
Kim Taek-soo (tweede van links) in 2017

Kim Taek-soo (택수 김, 25 mei 1970) is een Zuid-Koreaans tafeltennisser. Hij won samen met zijn landgenoot Oh Sang-eun in 2001 het dubbelspeltoernooi van de ITTF Pro Tour Grand Finals en met zijn andere landgenoot Yoo Nam-kyu, beide edities van de World Doubles Cup (1990 en 1992). Taek-soo won op de Olympische Zomerspelen 1992 bronzen plakken in zowel het enkel- als dubbelspeltoernooi (met Nam-kyu).

## Sportieve loopbaan
Taek-soo maakte zijn debuut in het internationale (senioren)circuit in 1987, toen hij voor het eerst deelnam aan de Azië Cup en de wereldkampioenschappen, in New Delhi. Beide toernooien verliet hij met lege handen, maar grote prijzen zouden nog volgen. Een van de grootste daarvan liet amper drie jaar op zich wachten. Samen met Yoo Nam-kyu won hij toen de eerste editie van de World Doubles Cup en in 1992 eveneens de tweede (en laatste). Taek-soo pakte in 1995 ook nog een derde wereldtitel, toen hij met het Zuid-Koreaanse nationale team de WTC-World Team Cup won.
Toch zag Taek-soo ondanks al zijn successen een aanzienlijk aantal grote titels net aan zijn neus voorbijgaan. Zo is er geen andere man in de wereld die drie keer in de finale van de World Cup stond, zonder deze ooit te winnen. De Zuid-Koreaan plaatste zich voor de eindstrijd van 1992, 1998 en voor die van 2000, maar moest daarin de wereldbeker toestaan aan achtereenvolgens Ma Wenge, Jörg Roßkopf en Ma Lin. Op de ITTF Pro Tour sloeg Taek-soo zich naar gezamenlijk dertien enkel- en dubbelspelfinales op internationale toernooien en hoewel hij daarin vier keer won, moest hij toch ook weer negen keer genoegen nemen met zilver.
Taek-soo's grootste succes op de Pro Tour was het winnen van de ITTF Pro Tour Grands Finals dubbelspel in 2001, samen met Sang-eun. Een jaar eerder bereikten ze samen ook de eindstrijd in deze discipline, maar legden het daarin toen nog af tegen de Chinezen Wang Liqin en Yan Sen. Hun tweede kans grepen de twee Zuid-Koreanen wel, ditmaal tegen Cheung Yuk en Leung Chu Yan uit Hongkong.
Taek-soo speelde in clubverband onder meer competitie in de Franse Pro A voor Caen Tennis de Table Club, waarmee hij in 1999 de European Champions League won.

## Erelijst
Belangrijkste resultaten:
- Winnaar World Doubles Cup 1990 en 1992 (beide met Yoo Nam-kyu)
- Winnaar WTC-World Team Cup 1995 (met Zuid-Korea)
- Verliezend finalist World Cup 1992, 1998 en 2000
- Brons Olympische Zomerspelen 1992 in zowel het enkel- als dubbelspel (met Yoo Nam-kyu)
- Brons wereldkampioenschappen enkelspel 1991
- Brons wereldkampioenschappen mannendubbel in 1993 (met Yoo Nam-kyu), 1999 (met Park Sang-joon), 2001 en 2003 (beide met Oh Sang-eun)
- Brons wereldkampioenschappen landenteams in 1995, 1997, 2001 en 2004 (met Zuid-Korea)
- Winnaar Aziatische Spelen enkelspel 1998

ITTF Pro Tour:
Enkelspel:
- Winnaar Korea Open 2001
- Verliezend finalist China Open 1997
- Verliezend finalist Polen Open 1997
- Verliezend finalist Australië Open 1998
- Verliezend finalist Qatar Open 1999 en 2001
- Verliezend finalist Engeland Open 1999

Dubbelspel:
- Winnaar ITTF Pro Tour Grand Finals dubbelspel 2001, verliezend finalist in 2000 (beide met Oh Sang-eun)
- Winnaar Japan Open 1996 (met Kang Hee-chan)
- Winnaar Denemarken Open 2001 (met Oh Sang-eun)
- Winnaar Korea Open 2002 (met Oh Sang-eun)
- Verliezend finalist China Open 1999 (met Oh Sang-eun)
- Verliezend finalist Qatar Open 2001 en 2002 (beide met Oh Sang-eun)
- Verliezend finalist Kroatië Open 2003 (met Oh Sang-eun)